# Lucy Hope (calciatrice)
Lucy Hope, nata Graham (10 ottobre 1996), è una calciatrice scozzese, centrocampista dell'Everton e difensore della nazionale scozzese.
In carriera vanta numerose presenze, sempre nel ruolo di difensore, nelle nazionali giovanili Under-17 e Under-19, disputando con quest'ultima l'Europeo di Norvegia 2014.

## Palmarès

### Club
- Scottish Women's Cup: 1

Hibernian: 2016
- Scottish Women's League Cup: 1

Hibernian: 2016

### Nazionale
- Pinatar Cup: 1

2020